# Liste des capitales du Canada

## Pays
| Drapeau | Pays   | Drapeau | Capitale | Population            |
| ------- | ------ | ------- | -------- | --------------------- |
| Canada  | Canada | Ottawa  | Ottawa   | 1 034 203 hab. (2021) |

## Provinces
| Drapeau                 | Province                | Drapeau        | Capitale                  | Population            |
| ----------------------- | ----------------------- | -------------- | ------------------------- | --------------------- |
| Colombie-Britannique    | Colombie-Britannique    |                | Victoria                  | 357 250 hab. (2021)   |
| Alberta                 | Alberta                 |                | Edmonton                  | 1 191 980 hab. (2021) |
| Saskatchewan            | Saskatchewan            | Regina         | Regina                    | 258 233 hab. (2021)   |
| Manitoba                | Manitoba                | Winnipeg       | Winnipeg                  | 754 689 hab. (2021)   |
| Ontario                 | Ontario                 | Toronto        | Toronto                   | 2 841 987 hab. (2021) |
| Québec (province)       | Québec                  | Québec (ville) | Québec                    | 727 980 hab. (2021)   |
| Terre-Neuve-et-Labrador | Terre-Neuve-et-Labrador |                | Saint-Jean de Terre-Neuve | 111 914 hab. (2022)   |
| Nouveau-Brunswick       | Nouveau-Brunswick       |                | Fredericton               | 63 116 hab. (2021)    |
| Nouvelle-Écosse         | Nouvelle-Écosse         |                | Halifax                   | 332 105 hab. (2021)   |
| Île-du-Prince-Édouard   | Île-du-Prince-Édouard   | Charlottetown  | Charlottetown             | 165 936 hab. (2021)   |

## Territoires
| Drapeau                  | Territoire                | Drapeau | Capitale    | Population         |
| ------------------------ | ------------------------- | ------- | ----------- | ------------------ |
| Nunavut                  | Nunavut                   |         | Iqaluit     | 7 429 hab. (2021)  |
| Territoire du Nord-Ouest | Territoires du Nord-Ouest |         | Yellowknife | 20 340 hab. (2021) |
| Yukon                    | Yukon                     |         | Whitehorse  | 28 201 hab. (2021) |